# Вулиця Сильвестра Косова
Ву́лиця Сильвестра Косова — вулиця в Солом'янському районі міста Києва, селище Жуляни. Пролягає від Повітрофлотської вулиці до Робітничої вулиці.

## Історія
Вулиця сформувалася у 2010-х роках, мала проєктну назву Нова. 
Сучасна назва на честь письменника, теолога, церковного діяча Сильвестра Косова — з 2019 року.